# Clare Winger Harris
Clare Winger Harris (Freeport, 18 de janeiro de 1891 - Pasadena, 26 de outubro de 1968) foi uma das primeiras escritoras de ficção científica cujos contos foram publicados durante a década de 1920. Ela é considerada a primeira mulher a publicar histórias com seu próprio nome em revistas de ficção científica. Suas histórias frequentemente lidavam com personagens nas "fronteiras da humanidade", como ciborgues.
Harris começou a publicar histórias para revistas em 1926 e logo se tornou muito querida pelos leitores. Ela vendeu um total de onze contos, que foram coletados em 1947 como Away From the Here and Now. Seu gênero foi uma surpresa para Hugo Gernsback, o editor que primeiro comprou seu trabalho, já que ela foi a primeira mulher americana a publicar histórias de ficção científica com seu próprio nome. Suas histórias, que geralmente apresentam fortes personagens femininas, foram ocasionalmente reimpressas e receberam algumas respostas positivas da crítica, incluindo o reconhecimento de seu papel pioneiro como escritora em um campo dominado por homens.